# جويل هويكي
جويل هويكي (بالإسبانية: Joel Huiqui) (18 فبراير 1983 في المكسيك - ) هو لاعب كرة قدم مكسيكي في مركزي قلب الدفاع والدفاع. شارك مع منتخب المكسيك لكرة القدم. أما مع النوادي، فقد لعب مع كروز آزول ونادي باتشوكا ونادي موريليا الرياضي وCafetaleros de Chiapas ‏.

## وصلات خارجية
- جويل هويكي على موقع قاعدة بيانات كرة القدم.إي يو (الإنجليزية)
- جويل هويكي على موقع ناشيونال فوتبول تيمز (الإنجليزية)
- جويل هويكي على موقع Soccerway.com (الإنجليزية)
- جويل هويكي على موقع أوليمبيديا (الإنجليزية)
- جويل هويكي على موقع AS.com (الإسبانية)